# Scarnafigi-Ruffia
Scarnafigi-Ruffia (Scarnafis e Rufìa in Piemontese) è stato un comune italiano nella Provincia di Cuneo, in Piemonte.

## Storia
Questo comune nacque nel 1928 con la fusione dei comuni di Ruffia e Scarnafigi e durò per tutto il periodo fascista sotto il Regno d'Italia. Gli ultimi anni d'esistenza di questo comune furono i primi dell'Italia Repubblicana. Cessò d'esistere col Decreto Legislativo Presidenziale N. 345 del 29/03/1947.

## Amministrazione
La sede del comune restò a Scarnafigi.